# Lemma (linguistica)

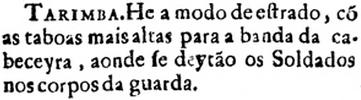
Una definizione del termine tarimba nel Vocabulario Portuguez e Latino dell'erudito Raphael Bluteau (1638-1734). Il lemma è evidenziato dall'uso del maiuscoletto.

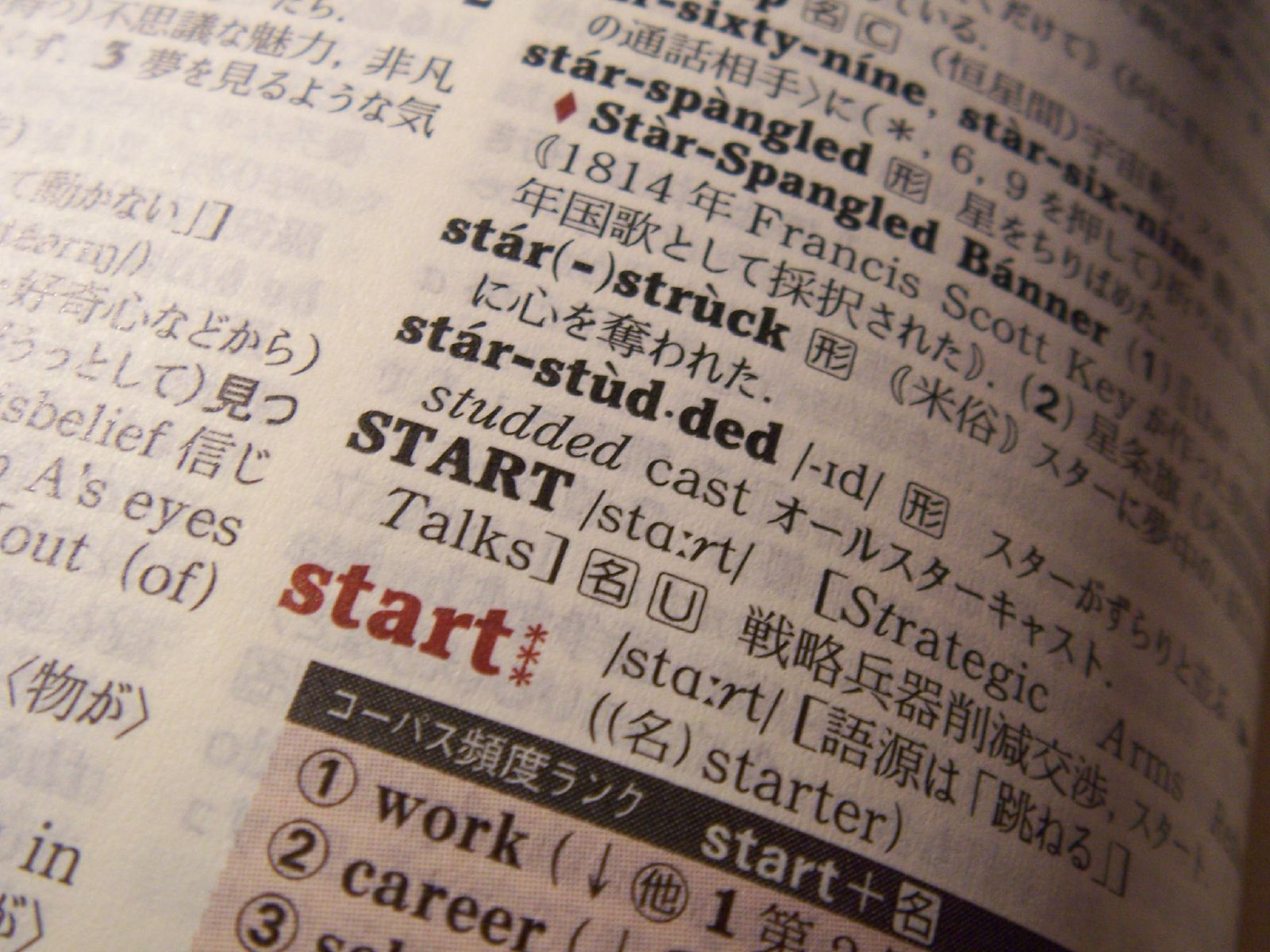
Un esempio moderno di lemma, in un dizionario inglese-giapponese. Il lemma è evidenziato dall'uso del grassetto.

In lessicografia, il lemma (dal greco λῆμμα lêmma, 'titolo', poi in latino lemma, 'argomento', 'tema'), detto anche esponente, voce lessicale o (all'inglese) entrata, è la forma di citazione di una parola in un dizionario.
Il significato del lemma è illustrato da una parafrasi detta definizione lessicale. Nel caso di parole polisemiche, ad ogni significato corrisponderà un'accezione.

## Generalità
Il lemma può essere costituito da una o più parole grafiche, anche se alcune tradizioni lessicografiche tendono a escludere lemmi multilessicali (come tic-tac o pro capite).
Da un punto di vista tipografico, il lemma viene evidenziato graficamente: figurando come titolo di una voce o articolo di enciclopedia o dizionario, viene spesso esaltato dal grassetto e dall'uso di maiuscole, il che ne permette un più facile reperimento.
Solo nel caso una data parola abbia più forme flessionali, la scelta del lemma che deve rappresentarle tutte avviene secondo criteri di "lemmatizzazione", diversi da lingua a lingua. Per esempio, la forma di citazione del verbo:
- in alcune lingue è l'infinito presente: mangiare in italiano, manger in francese, comer in spagnolo, eat in inglese[5] ecc.;
- in altre lingue è la prima persona dell'indicativo presente: τρώω ('mangio', in greco moderno), edo (sempre 'mangio', stavolta in latino).

In italiano:
- il lemma del nome è il maschile o il femminile singolare (per esempio: viso, favola)
- il lemma degli aggettivi è:
  - il maschile singolare per gli aggettivi a quattro uscite (per esempio: bello, primo);
  - il singolare per gli aggettivi a due uscite (per esempio: utile, presente).